# Extraliga czeska w piłce siatkowej mężczyzn
Czeska Extraliga – najwyższa klasa siatkarskich rozgrywek ligowych mężczyzn w Czechach.
Pierwsze rozgrywki o mistrzostwo kraju odbyły się w sezonie 1992/1993. Tytuł zdobył wtedy klub Aero Odolena Voda. Najczęściej mistrzem Czech zostawała drużyna VK Jihostroj České Budějovice, która tytuł zdobyła 9 razy.

## Nazwy ligi
- 1992-1993 – Mistrzostwa Czech
- 1993-1994 – I liga
- 1994-1997 – I liga A
- 1997-1998 – Extraliga
- 1998-2010 – Kooperativa extraliga
- 2010-2023 – UNIQA extraliga
- od 2024 – ČEZ extraliga

## Medaliści
| Sezon     | 1. miejsce                                                   | 2. miejsce                                                   | 3. miejsce                                                   |
| --------- | ------------------------------------------------------------ | ------------------------------------------------------------ | ------------------------------------------------------------ |
| 1992/1993 | Aero Odolena Voda                                            | PSK Olymp Praha                                              | Schenk Brno                                                  |
| 1993/1994 | Aero Odolena Voda                                            | VK Spolchemie Ústí nad Labem                                 | VK Dukla Liberec                                             |
| 1994/1995 | VK Setuza Ústí nad Labem                                     | Aero Odolena Voda                                            | TJ Lokomotiva Ingstav Brno                                   |
| 1995/1996 | Aero Odolena Voda                                            | VK Ústí nad Labem                                            | VK Dukla Liberec                                             |
| 1996/1997 | VK Setuza Ústí nad Labem                                     | VK Jihostroj České Budějovice                                | Aero Odolena Voda                                            |
| 1997/1998 | VK Setuza Ústí nad Labem                                     | VK Dukla Liberec                                             | VK Jihostroj České Budějovice                                |
| 1998/1999 | VSC Fatra Zlín                                               | VK Jihostroj České Budějovice                                | VK Dukla Liberec                                             |
| 1999/2000 | VK Jihostroj České Budějovice                                | VK Dukla Liberec                                             | VSC Fatra Zlín                                               |
| 2000/2001 | VK Dukla Liberec                                             | VK Jihostroj České Budějovice                                | Aero Odolena Voda                                            |
| 2001/2002 | VK Jihostroj České Budějovice                                | Chance Odolena Voda                                          | VO Kocouři Vavex Příbram                                     |
| 2002/2003 | VK Dukla Liberec                                             | Chance Odolena Voda                                          | VK Jihostroj České Budějovice                                |
| 2003/2004 | Chance Odolena Voda                                          | VK Dukla Liberec                                             | VK Ostroj Opava                                              |
| 2004/2005 | volleyball.cz Kladno                                         | VK Dukla Liberec                                             | VK Jihostroj České Budějovice                                |
| 2005/2006 | VK DHL Ostrava                                               | volleyball.cz Kladno                                         | VK Dukla Liberec                                             |
| 2006/2007 | VK Jihostroj České Budějovice                                | VK Dukla Liberec                                             | VK Ferram Opava                                              |
| 2007/2008 | VK Jihostroj České Budějovice                                | VK DHL Ostrava                                               | volleyball.cz Kladno                                         |
| 2008/2009 | VK Jihostroj České Budějovice                                | volleyball.cz Kladno                                         | VK DHL Ostrava                                               |
| 2009/2010 | Brownhouse volleyball Kladno                                 | VK Dukla Liberec                                             | VK Jihostroj České Budějovice                                |
| 2010/2011 | VK Jihostroj České Budějovice                                | VK DHL Ostrava                                               | VSC Fatra EkoSolar Zlín                                      |
| 2011/2012 | VK Jihostroj České Budějovice                                | VK Dukla Liberec                                             | VO Kocouři Vavex Příbram                                     |
| 2012/2013 | VK Ostrava                                                   | VK Jihostroj České Budějovice                                | VK Dukla Liberec                                             |
| 2013/2014 | VK Jihostroj České Budějovice                                | VK Dukla Liberec                                             | VSC Fatra Zlín                                               |
| 2014/2015 | VK Dukla Liberec                                             | VK Jihostroj České Budějovice                                | VK ČEZ Karlovarsko                                           |
| 2015/2016 | VK Dukla Liberec                                             | Volejbal Brno                                                | VK Jihostroj České Budějovice                                |
| 2016/2017 | VK Jihostroj České Budějovice                                | Kladno volleyball.cz                                         | VK Dukla Liberec                                             |
| 2017/2018 | VK ČEZ Karlovarsko                                           | Kladno volleyball.cz                                         | VK Dukla Liberec                                             |
| 2018/2019 | VK Jihostroj České Budějovice                                | VK Dukla Liberec                                             | VK Ostrava                                                   |
| 2019/2020 | Ze względu na pandemię COVID-19 rozgrywki zostały przerwane. | Ze względu na pandemię COVID-19 rozgrywki zostały przerwane. | Ze względu na pandemię COVID-19 rozgrywki zostały przerwane. |
| 2020/2021 | VK ČEZ Karlovarsko                                           | VK Jihostroj České Budějovice                                | VK Dukla Liberec                                             |
| 2021/2022 | VK ČEZ Karlovarsko                                           | VK Lvi Praha                                                 | VK Jihostroj České Budějovice                                |
| 2022/2023 | VK Lvi Praha                                                 | VK Jihostroj České Budějovice                                | VK ČEZ Karlovarsko                                           |
| 2023/2024 | VK Jihostroj České Budějovice                                | VK Lvi Praha                                                 | Kladno volleyball.cz                                         |
| 2024/2025 | VK Lvi Praha                                                 | VK ČEZ Karlovarsko                                           | VK Jihostroj České Budějovice                                |